# Henryk Wincenty Lewandowski
Henryk Wincenty Lewandowski (ur. 22 stycznia 1936 w Kolonii Łubki) – funkcjonariusz Służby Bezpieczeństwa, pułkownik.
Syn Antoniego i Heleny. Wstąpił do służby bezpieczeństwa publicznego, pełniąc w niej m.in. funkcje funkcjonariusza operacyjnego w MSW (1962–1963), słuchacza Oficerskiej Szkoły Operacyjnej w Centrum Wyszkolenia MSW w Legionowie (1963–1965), oficera operacyjnego w Departamencie II MSW, kontrwywiadu (1965–1967), funkcjonariusza MO w Warszawie (1967–1972), inspektora/st. insp./z-cy naczelnika/nacz./z-cy dyr. Dep. II MSW (1972–1983), komendanta Wyższej Szkoły Oficerskiej MSW w Legionowie (1983–1989), z-cy dyr. Dep. II MSW (1989–1990). 